# 皇后街

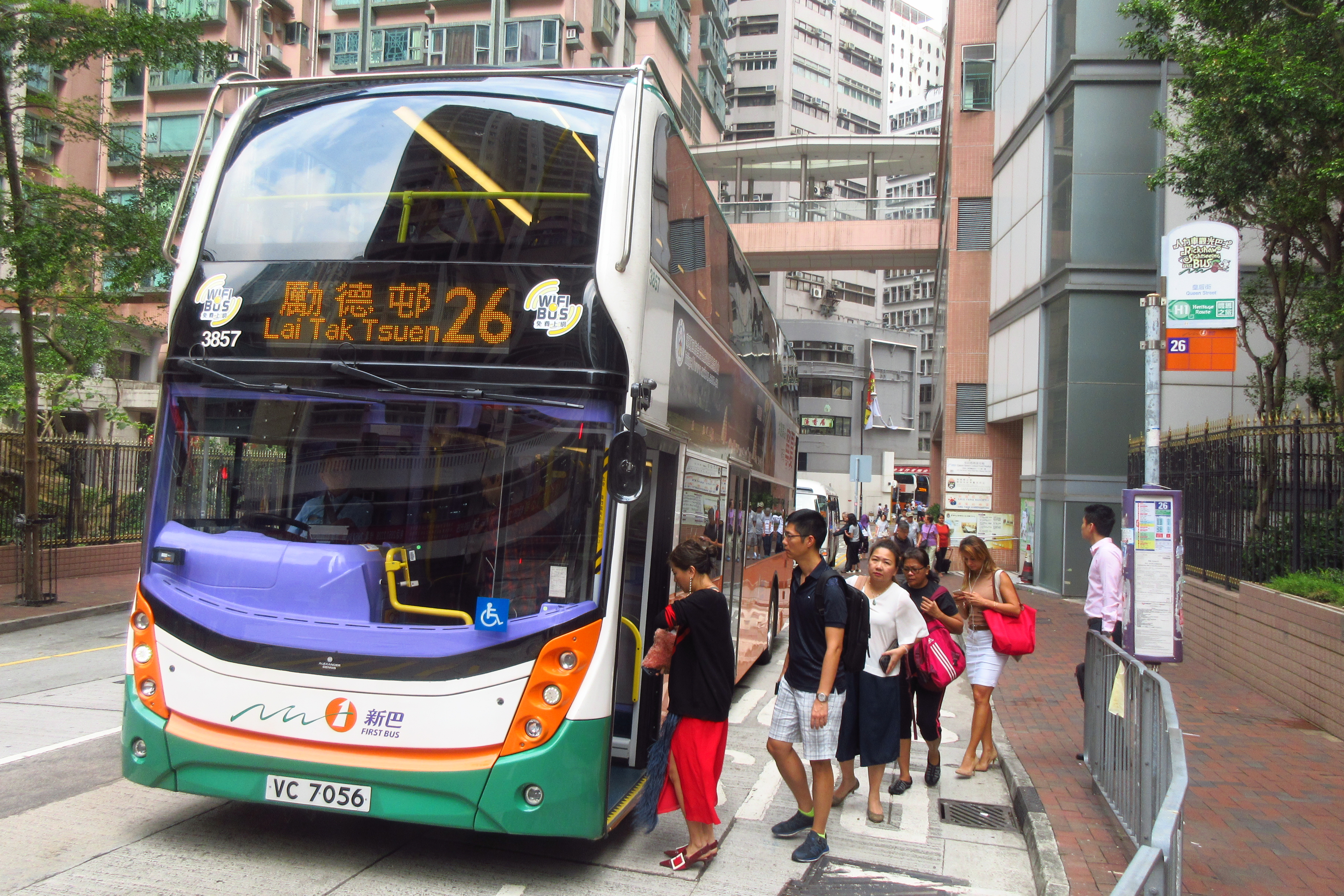
新巴26線

皇后街（英語：Queen Street）是香港香港島上環的一條街道，連接皇后大道西、高陞街、德輔道西及干諾道西，大致是南北走向，單向行車：德輔道西以北一段為北行；以南一段為南行。

## 歷史
2003年落成入伙的屋苑帝華庭及皇后街熟食市場，是長江實業、新世界發展和市區重建局合作發展的物業項目（項目編號H1）。自從帝后華庭落成之後，皇后街的街鋪開始變得多元化，不再只是上環一貫的藥材海味店。

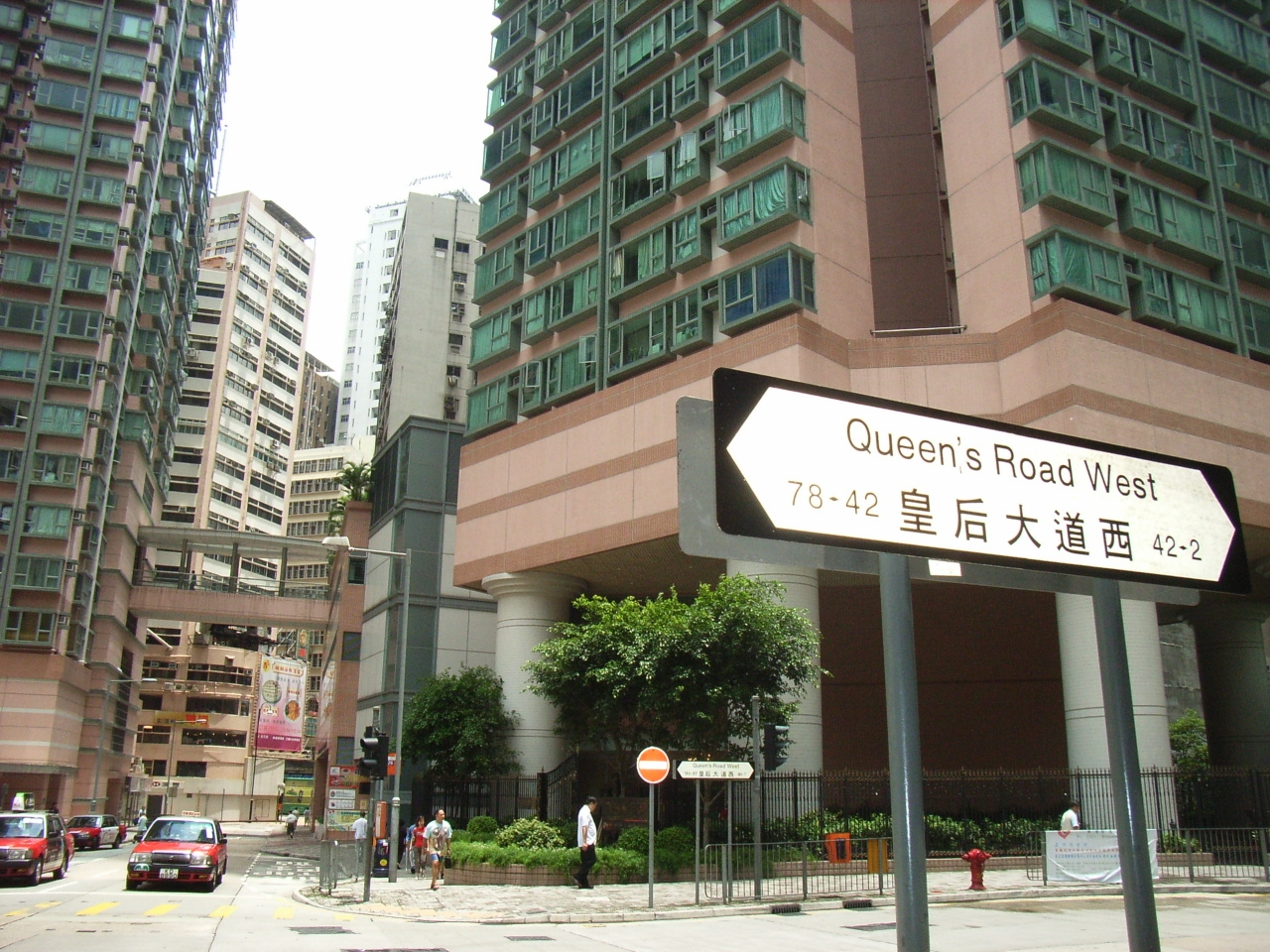
由皇后大道西北望皇后街
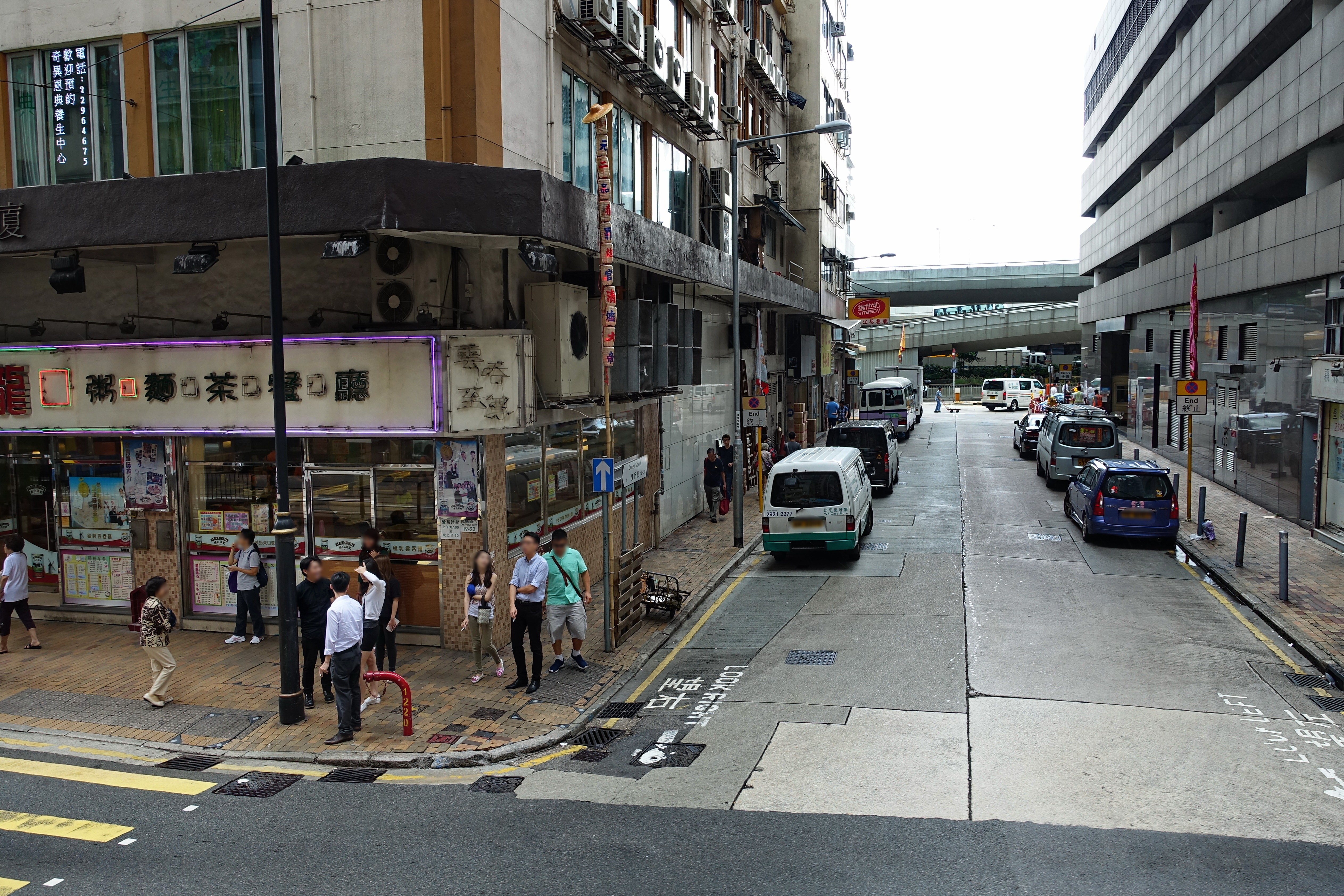
由德輔道西向北望皇后街
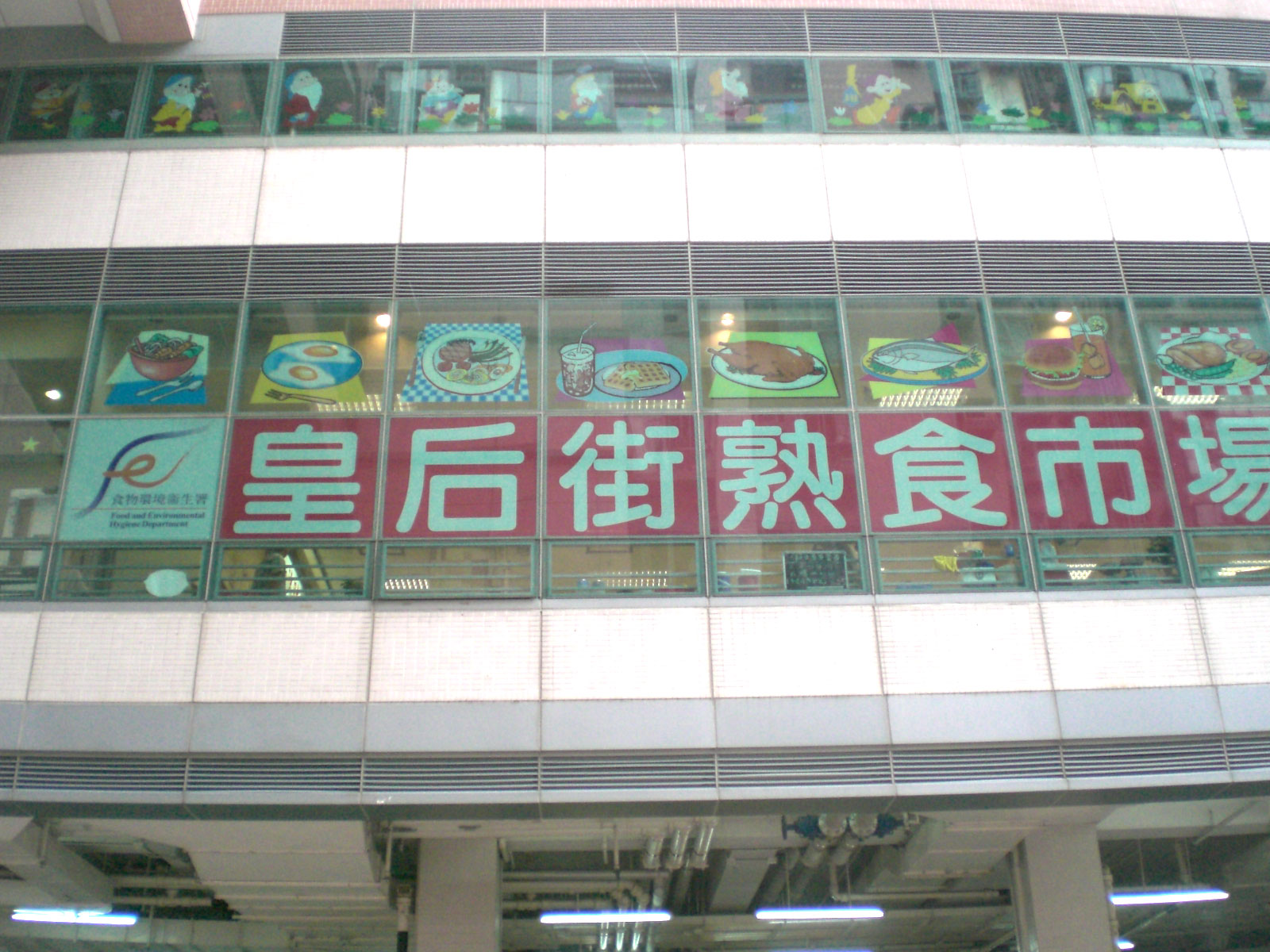
皇后街熟食市場
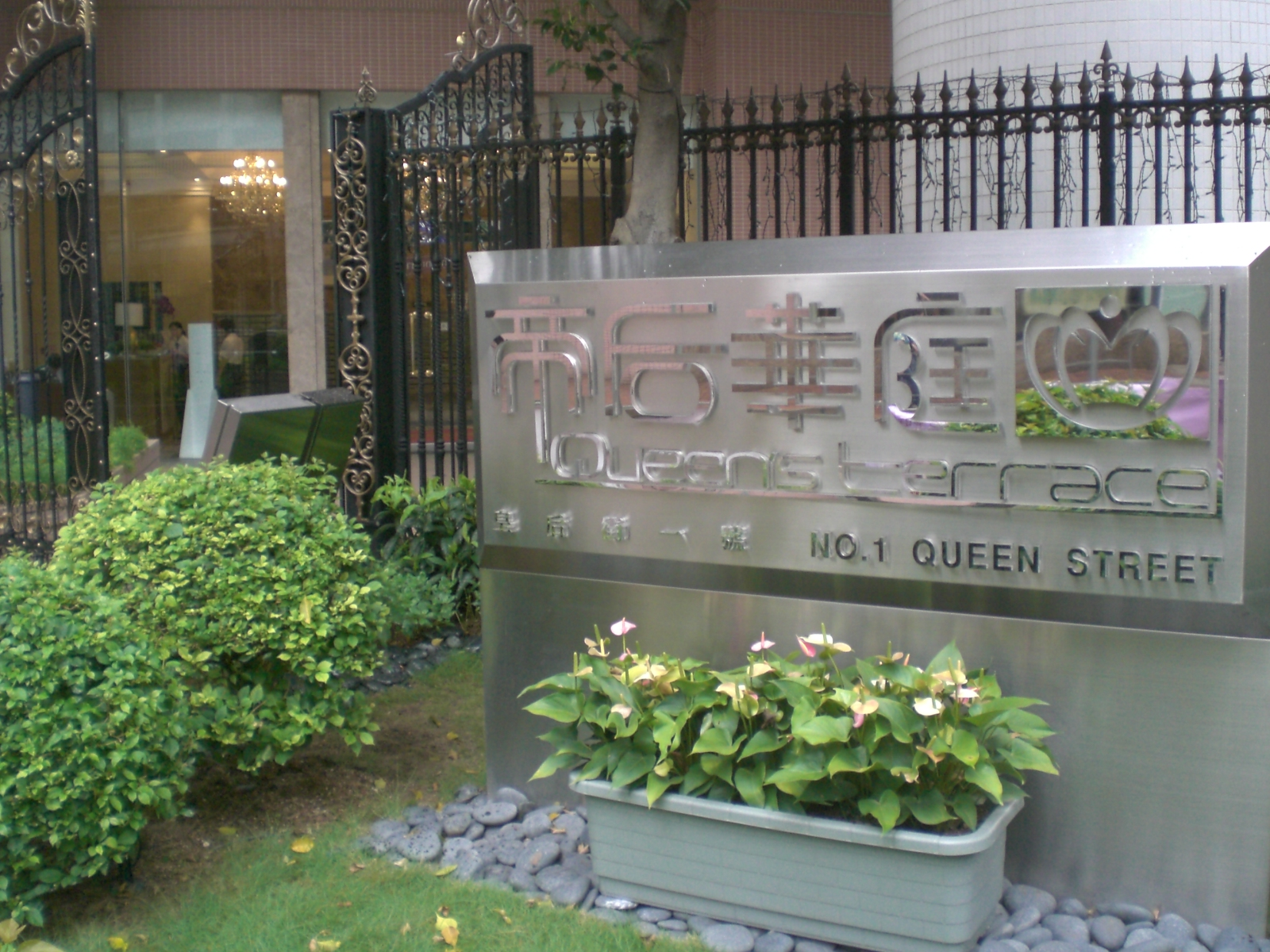
帝后華庭

## 交通
港鐵
- █  港島綫：上環站A1、A2出口、西營盤站A1、A2出口

巴士
- 城巴26線、H1等多線交通

## 鄰近景點
- 海味街

## 外部連結
维基共享资源上的相關多媒體資源：皇后街